# Plaza Arriquíbar
La plaza Arriquíbar es una plaza ubicada en el centro de la ciudad de Bilbao, remodelada en el año 2010, y conformándose como puerta de acceso a Azkuna Zentroa. Debe su denominación al comerciante y economista bilbaíno Nicolás de Arriquíbar.

## Historia
La plaza Arriquíbar ha sido reconvertida en puerta de entrada al edificio Azkuna Zentroa. A raíz de la reconstrucción de este último, diversos han sido los cambios introducidos: la fuente de la plaza se ha trasladado unos metros, cuenta con un nuevo adoquinado que forma un gran mosaico, un peculiar mobiliario de acero y una vegetación exuberante. En todo ello ha intervenido el arquitecto francés Philippe Starck.

## Edificios y ornamentos de interés
Diversos edificios así como ornamentos reseñables rodean la plaza Arriquíbar:
- Azkuna Zentroa.
- Edificio de la sede de Osakidetza en Bilbao.
- Edificio Plaza Bizkaia, sede administrativa del Gobierno Vasco.

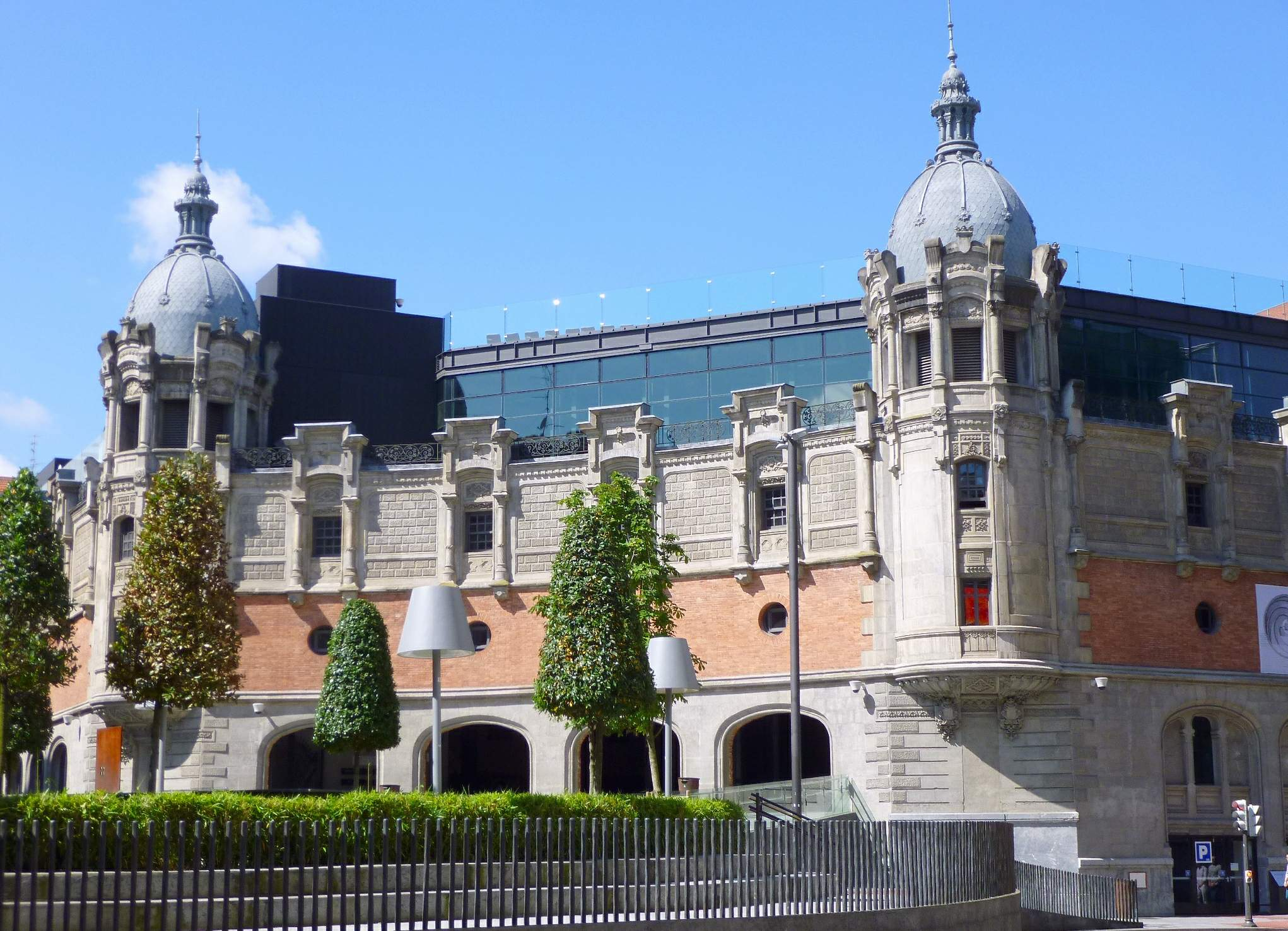
Azkuna Zentroa
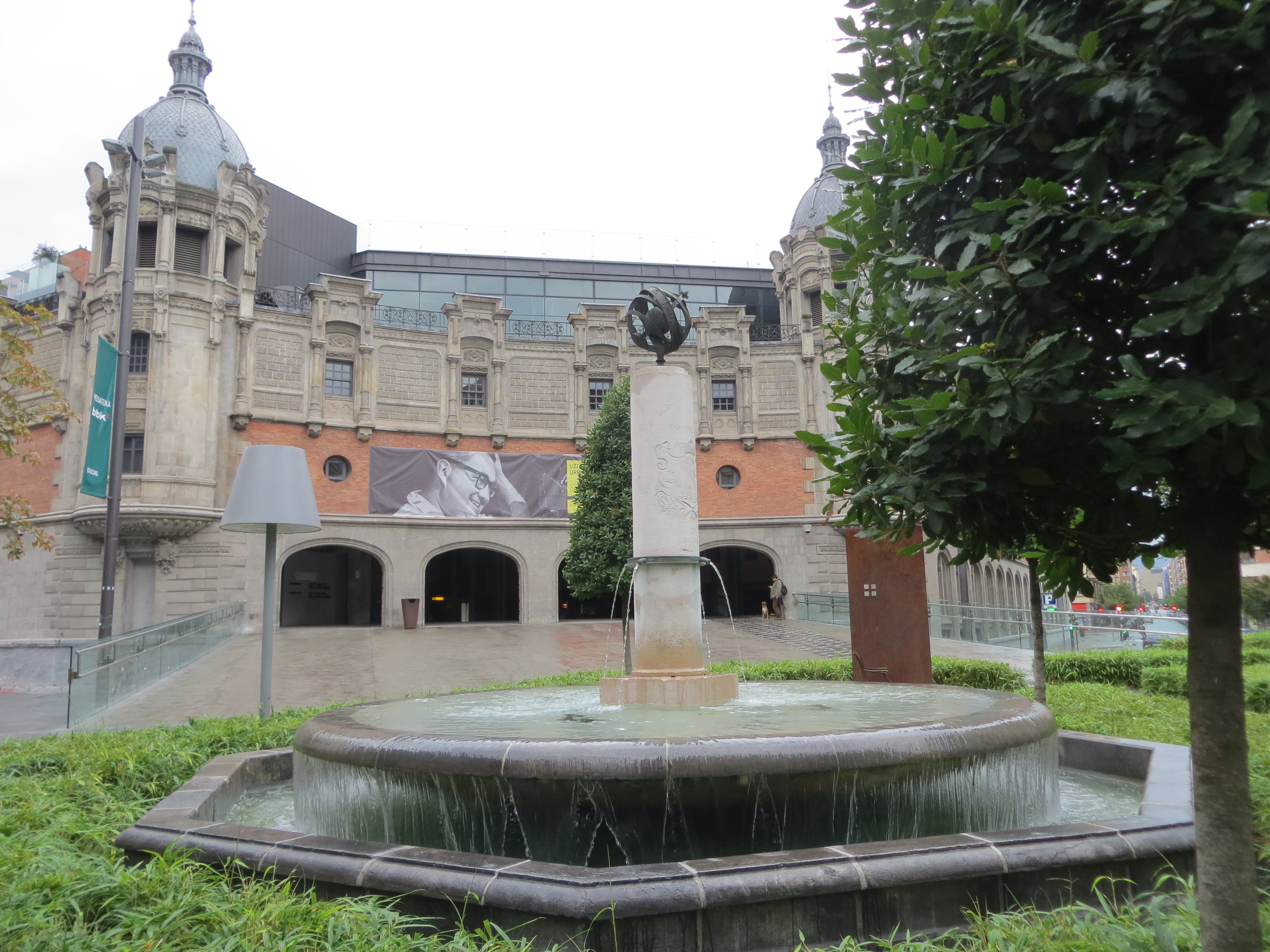
Fuente central de la plaza
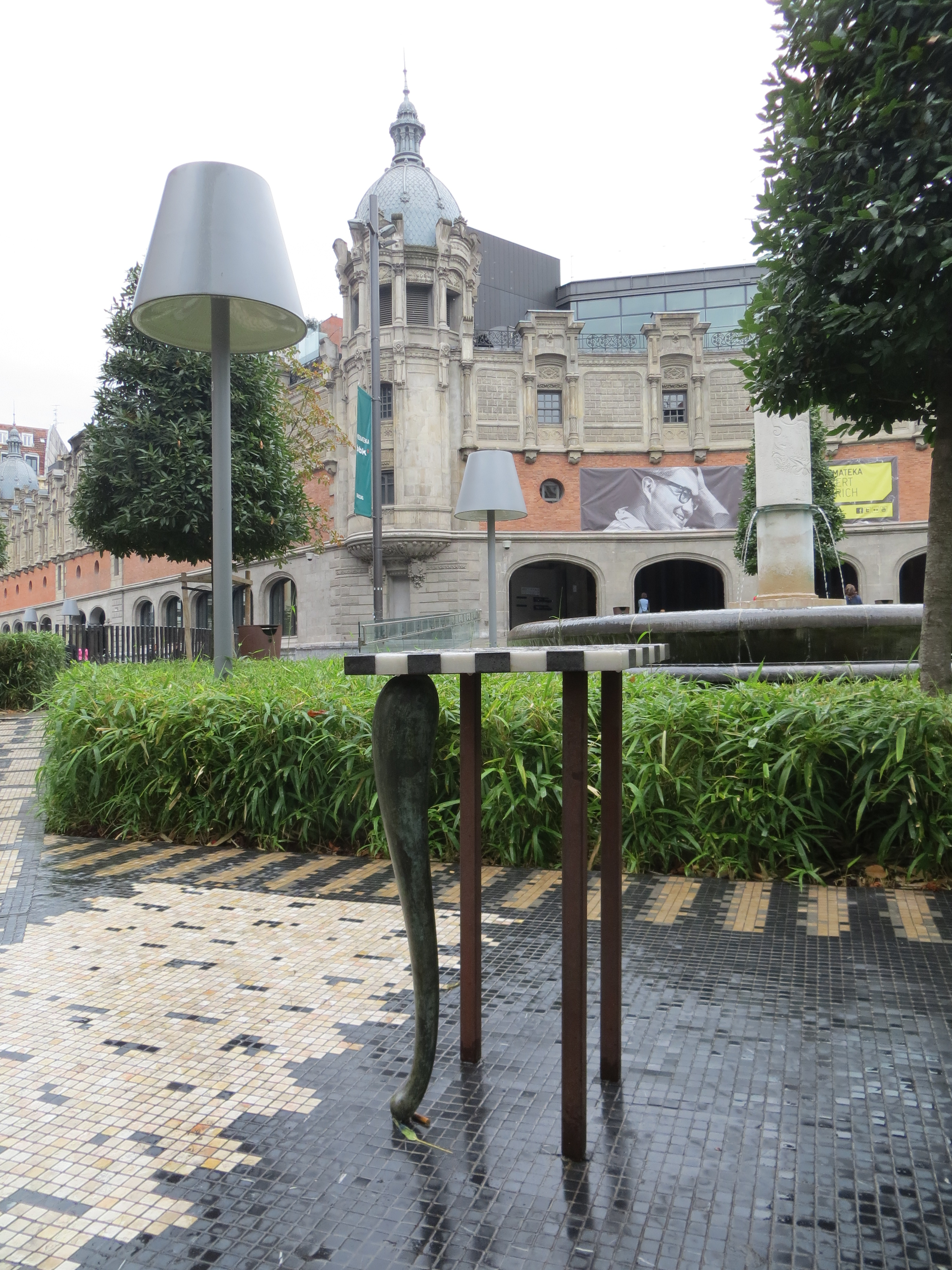
Adoquinado, mobiliario y vegetación de la plaza
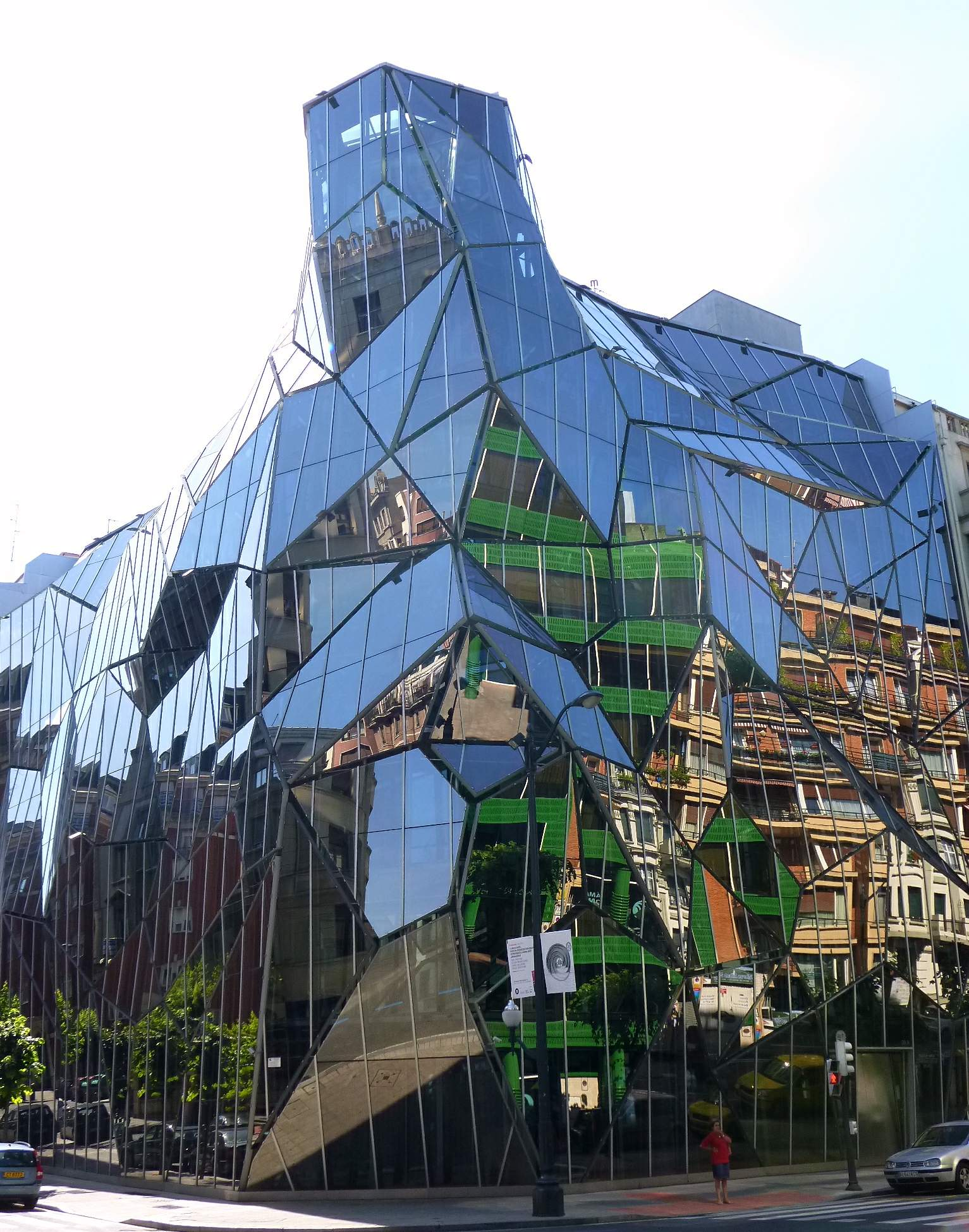
Edificio de la sede de Osakidetza en Bilbao
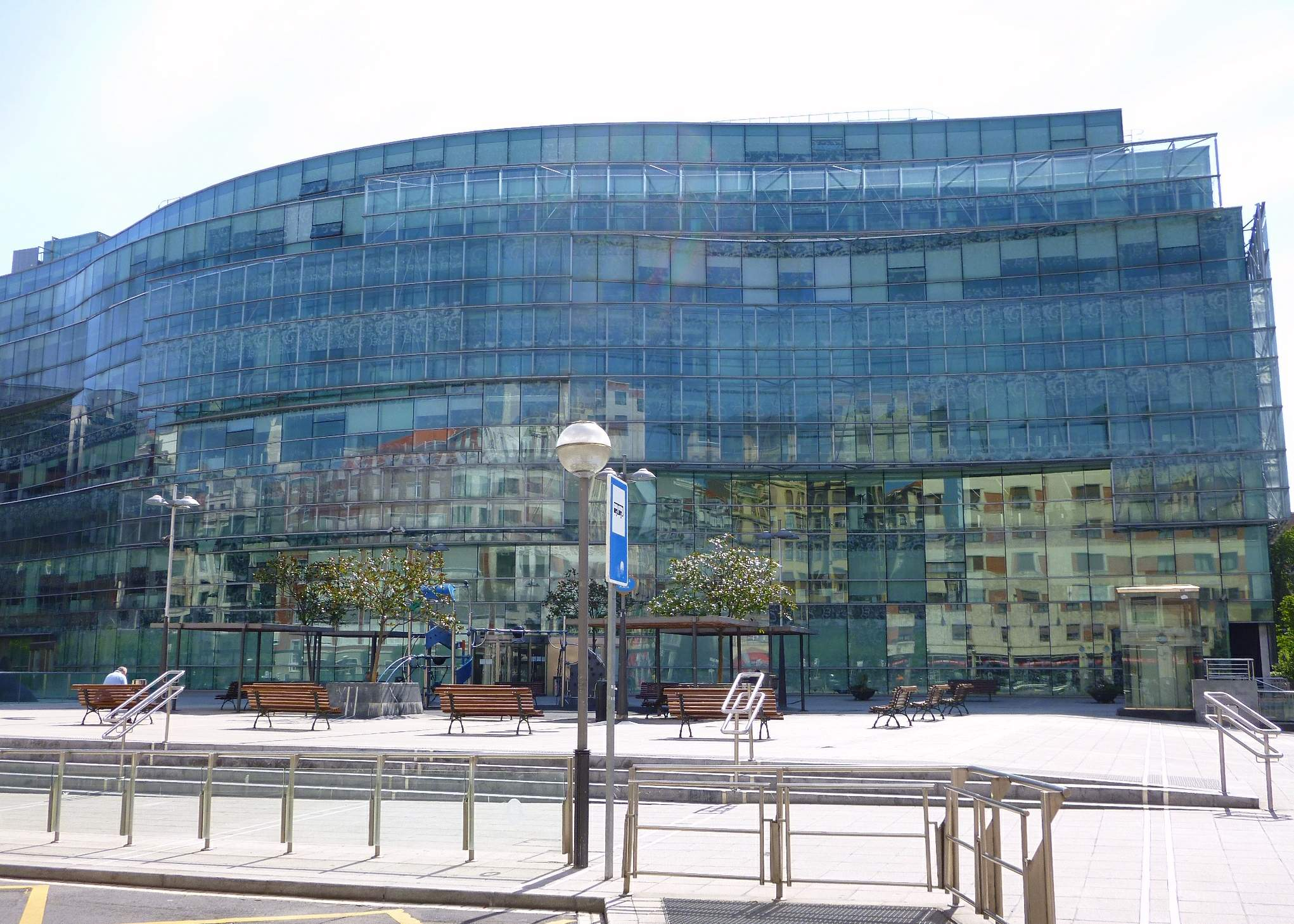
Edificio Plaza Bizkaia, sede administrativa del Gobierno Vasco

## Medios de transporte
La estación de Moyua, así como la de Indautxu del metro de Bilbao son las más próximas a la plaza.